# Просјачење
Просјачење је облик стицања материјалне добити коришћењем склоности људи ка самилости према особама које се тиме баве. Из тога често проистиче злоупотреба која се изражава кроз организовани криминал и експлоатацију особа, а посебно деце, која су приморана на овај облик активности. То се односи на један број особа са хендикепом или припадника маргиналних група. Као делатност која има негативне последице по психо-социјално стање појединца, као и на тешкоће у социјалном функционисању, изискује нарочиту пажњу социјалних служби за превенцију и обезбеђење одговарајућих услова социјалне терапије и рехабилитације.